# Synchroa cuneata
Synchroa cuneata is een keversoort uit de familie Synchroidae. De wetenschappelijke naam van de soort is voor het eerst geldig gepubliceerd in 1916 door Champion.